# Chukhrovite-(Nd)
La chukhrovite-(Nd) (simbolo IMA: Chk-Nd) è un rarissimo minerale del gruppo della chukhrovite appartenente alla famiglia degli "alogenuri" con composizione chimica Ca3NdAl2(SO4)F13 • 12H2O.

## Etimologia e storia
La chukhrovite-(Nd) è stata chiamata in questo modo nel 2005 da L.A. Pautov, G.K. Bekenova, V.Yu. Karpenko e A.A. Agakhanov in onore del mineralogista russo Fëdor Vasil'evič Čuchrov (1908-1988) e per la sua relazione con la altre chukhroviti, sottolineando nel nome che questa varietà è dominata dal neodimio.

## Classificazione
La classica nona edizione della sistematica dei minerali di Strunz, aggiornata dall'Associazione Mineralogica Internazionale (IMA) fino al 2009, elenca la chukhrovite-(Nd) nella classe "3. Alogeni" e nella sottoclasse "3.C Alogeni complessi"; questa viene ulteriormente suddivisa in base alla composizione del minerale, in modo tale da trovare la chukhrovite-(Nd) nella sezione "3.CG Alluminofluoruri con CO3, SO4, PO4"dove forma il sistema nº 3.CG.10 insieme a chukhrovite-(Ca), chukhrovite-(Ce), chukhrovite-(Y) e meniaylovite.
Questa classificazione è mantenuta invariata anche nell'edizione successiva, proseguita dal database "mindat.org" e chiamata Classificazione Strunz-mindat; qui, però, non compare la chukhrovite-(Ca), che sta in una sezione a parte.
Nella Sistematica dei lapis (Lapis-Systematik) di Stefan Weiß la chukhrovite-(Nd) è elencata nella classe degli "alogenuri (fluoruri, cloruri, bromuri, ioduri)" e nella sottoclasse degli "alogenuri doppi (principalmente con OH,H2O)"; qui è nella sezione dei "fluoruri" dove forma il sistema nº III/C.01 insieme a leonardsenite, jakobssonite, gearksutite, acuminite, tikhonenkovite, artroeite, creedite, chukhrovite-(Ca), chukhrovite-(Ce), chukhrovite-(Y) e meniaylovite.
Anche la classificazione dei minerali secondo Dana, usata principalmente nel mondo anglosassone, elenca la chukhrovite-(Nd) nella famiglia degli "alogenuri"; qui è nella classe dei "composti alogenuri" e nella sottoclasse dei "composti alogenuri con vari anioni". Qui forma il "gruppo della chukhrovite" con il numero di sistema 12.1.5 insieme a chukhrovite-(Ce), meniaylovite e chukhrovite-(Y).

## Abito cristallino
La chukhrovite-(Nd) cristallizza nel sistema cubico nel gruppo spaziale Fd3 (gruppo nº 203) con la costante di reticolo a = 16,759(3) Å, oltre ad avere 8 unità di formula per cella unitaria.

## Origine e giacitura
La chukhrovite-(Nd) si forma zone all'interno dei cristalli più grandi di chukhrovite-(Y); la paragenesi è con quarzo, fluorite, halloysite e chukhrovite-(Y), anglesite, gearksutite e vari minerali del gruppo della jarosite. 
La chukhrovite-(Nd) è un minerale rarissimo ed è stato trovato solo nella sua località tipo, il deposito di tungsteno di "Kara-Oba" (45.52878°N 72.54602°E) nella regione di Zhambyl (Kazakistan).
Il suo campione tipo è conservato presso il museo mineralogico "A.E. Fersman" dell'Accademia russa delle scienze di Mosca.

## Forma in cui si presenta in natura
La chukhrovite-(Nd) si presenta in grani cubici o minuscoli cristalli di dimensioni da 0,05 mm a 0,4 mm. Il minerale è trasparente, incolore (raramente bianco); il colore del suo striscio è bianco e la sua lucentezza è da vitrea a grassa.